# Limonare al multisala
Limonare al multisala è un brano musicale del rapper italiano J-Ax, pubblicato nel 2008.

## Descrizione
Il brano è stato realizzato insieme a Guido Styles, frontman degli Styles, ed è stato scritto dal rapper come colonna sonora del film parodistico Ti stramo - Ho voglia di un'ultima notte da manuale prima di tre baci sopra il cielo, distribuito nelle sale cinematografiche il 28 novembre 2008.